# Железная руда
Желе́зные ру́ды — природные минеральные образования, содержащие железо и его соединения в таком объёме, при котором промышленное извлечение железа из этих образований целесообразно. Несмотря на то, что железо входит в большем или меньшем количестве в состав всех горных пород, под железными рудами понимают только такие скопления железистых соединений, из которых с выгодой в экономическом отношении можно получить металлическое железо.

## Классификация
Различаются следующие промышленные типы железных руд:
- Титано-магнетитовые и ильменит-титаномагнетитовые в базитах и ультрабазитах
- Апатит-магнетитовые в карбонатитах
- Магнетитовые и магно-магнетитовые в скарнах
- Магнетит-гематитовые в железных кварцитах
- Мартитовые и мартит-гидрогематитовые (богатые руды, образуются по железным кварцитам)
- Гётит-гидрогётитовые в корах выветривания[1].
- Ксеногематитит — магнетито-гематитовая формация в железистых кварцитах

Существует четыре основных вида железорудной продукции, использующиеся в чёрной металлургии:
- сепарированная железная руда (обогащённая методом сепарации рассыпчатая руда),
- агломерат,
- окатыши,
- железорудные брикеты.

### Химический состав
По химическому составу железные руды представляют собой окиси, гидраты окисей и углекислые соли закиси железа, встречаются в природе в виде разнообразных рудных минералов, из которых главнейшие: магнетит (магнитный железняк), гематит (железный блеск или красный железняк); лимонит (бурый железняк, к которому относятся болотные и озёрные руды), сидерит (шпатоватый железняк или железный шпат, и его разновидность — сферосидерит). Обыкновенно каждое скопление названных рудных минералов представляет смесь их, иногда весьма тесную, с другими минералами, не содержащими железа, как, например, с глиной, известняком или даже с составными частями кристаллических изверженных пород. Иногда в одном и том же месторождении встречаются некоторые из этих минералов совместно, хотя в большинстве случаев преобладает какой-нибудь один, а другие связаны с ним генетически.

### Богатая железная руда
Богатая железная руда имеет содержание железа свыше 57 %, а кремнезёма менее 8—10 %, серы и фосфора менее 0,15 %. Представляет собой продукт природного обогащения железистых кварцитов, созданных за счёт выщелачивания кварца и разложения силикатов при процессах длительного выветривания или метаморфоза. Бедные железные руды могут содержать минимум 26 % железа.
Выделяют два главных морфологических типа залежей богатой железной руды: плоскоподобные и линейные. Плоскоподобные залегают на вершинах крутопадающих пластов железистых кварцитов в виде значительных по площади с карманоподобной подошвой и относятся к типовым корам выветривания. Линейные залежи представляют падающие в глубину клиноподобные рудные тела богатых руд в зонах разломов, трещиноватостей, дробления, изгибов в процессе метаморфоза. Руды характеризуются высоким содержанием железа (54—69 %) и низким содержанием серы и фосфора. Наиболее характерным примером метаморфозных месторождений богатых руд могут быть Первомайское и Жёлтоводское месторождения в северной части Кривбасса.
Богатые железные руды идут на выплавку чугуна в доменных печах, который затем переделывают в сталь в мартеновском, конвертерном или электросталеплавильном производстве. Небольшая часть добываемых богатых железных руд используется в качестве красителей и утяжелителей для буровых глинистых растворов. Отдельно выделяют процессы прямого восстановления железа, одним из продуктом которого является горячебрикетированное железо. Бедные и средние по содержанию железа руды в целях промышленного использования должны предварительно пройти через процесс обогащения.

## Факторы, определяющие ценность руд
1. Главным фактором, определяющим металлургическую ценность железных руд, является содержание железа. Железные руды по этому признаку делятся на богатые (60—65 % железа), со средним содержанием (45—60 %) и бедные (менее 45 %). Снижение количества железа в руде вызывает прогрессивное уменьшение её металлургической ценности вследствие значительного увеличения в доменной плавке относительного выхода шлака. Практикой работы доменных печей установлено, что с повышением содержания железа в шихте на 1 % (абс.) производительность печи возрастает на 2—2,5 %, а удельный расход кокса снижается на 1—1,5 %.
2. Состав пустой породы оказывает существенное влияние на качество железной руды. При основности пустой породы, равной нулю, количество шлака удваивается по сравнению с количеством пустой породы, вносимой рудой. Если же пустая порода руды самоплавкая, то есть основность руды и шлака равны, то введения флюса не требуется, и количество шлака равно количеству пустой породы, то есть выход его будет вдвое ниже. Пропорционально снижению выхода шлака уменьшается удельный расход кокса и увеличивается производительность доменной печи. Таким образом, металлургическая ценность руд возрастает с увеличением основности пустой породы.
3. Вредные примеси понижают ценность руды, а при значительном количестве делают её непригодной для непосредственного использования в доменной печи даже при высоком содержании железа.
  - В процессе доменной плавки небольшое количество соединений серы переходит в газ и уносится с ним из печи, но основная масса серы распределяется между чугуном и шлаком. Чтобы перевести максимальное количество серы в шлак и не допустить получения сернистого чугуна, в доменной печи должны быть высоконагретые шлаки с повышенной основностью, что в конечном счёте увеличивает удельный расход кокса и пропорционально снижает производительность печи. Считается, что снижение содержания серы в рудной части шихты на 0,1 % (абс.) сокращает удельный расход кокса на 1,5—2 %, расход флюса — на 6—7 % и на 1,5—2 % повышает производительность доменной печи. Действующие кондиции ограничивают максимальное содержание серы в руде, предназначенной для доменной плавки, величиной 0,2—0,3 %. Однако в связи с тем, что в настоящее время перед подачей в печь основная масса добываемых руд подвергается обогащению с последующей термической переработкой концентратов в процессе агломерации или обжига окатышей, в результате которой значительная доля исходной серы (80—95 %) выгорает, стало возможным использовать железные руды с содержанием серы до 2—2,5 %. При этом руда, в состав которой входит сульфидная сера, при прочих равных условиях обладает большей ценностью по сравнению с рудой, сера в которой находится в виде сульфатов, так как последняя при агломерации и обжиге окатышей удаляется хуже.
  - Ещё хуже при агломерации удаляется мышьяк. В доменной плавке он полностью переходит в чугун. Содержание мышьяка в добываемой руде не должно превышать 0,1—0,2 %, даже если она идёт на агломерацию.
  - Фосфор при агломерации не удаляется. В доменной печи он полностью переходит в чугун, поэтому его предельное содержание в руде определяется возможностью выплавки чугуна данного сорта. Так, для бессемеровских (чистых по фосфору) чугунов его количество в руде не должно превышать 0,02 %. Наоборот, при получении фосфористого чугуна для томасовского передела оно должно составлять 1 % и выше. Среднее содержание фосфора, равное 0,3—0,5 %, наиболее неблагоприятно, поскольку для выплавки томасовских чугунов такая концентрация фосфора мала, а для бессемеровских — слишком велика, что приводит к ухудшению технико-экономических показателей сталеплавильного процесса.
  - Цинк при агломерации не удаляется. Поэтому технические условия ограничивают содержание цинка в проплавляемых рудах величиной 0,08—0,10 %.
4. Полезные примеси повышают металлургическую ценность железных руд по следующим причинам. При проплавке таких руд могут быть получены природнолегированные чугуны, а затем — стали, не требующие введения специальных дорогих добавок для легирования (или сокращающие их расход). Так используются примеси никеля и хрома в рудах. В других случаях одновременно с чугуном получаются иные ценные металлы. Например, при переработке титаномагнетитовых руд в результате металлургического передела, кроме железа, извлекается очень ценный и дорогой металл — ванадий, благодаря чему становится экономически выгодным перерабатывать сырьё с низким содержанием железа (см. например Качканарский ГОК). Повышенное количество марганца в железных рудах позволяет получать марганцовистые чугуны, в которых полнее проходят процессы десульфурации, улучшается качество металла.
5. Способность руды обогащаться (обогатимость руды) — важный признак её металлургической ценности, так как большинство добываемых железных руд подвергается тем или иным методам обогащения в целях повышения содержания в них железа или снижения концентрации вредных примесей. Процесс обогащения заключается в более или менее полном отделении рудного минерала от пустой породы, сульфидов. Обогащение облегчается, если пустая порода почти не содержит железа, а частицы рудного минерала представляют собой относительно крупные зерна. Такие руды относятся к категории легкообогатимых. Тонкая вкрапленность рудных частиц и большое количество железа в пустой породе делают руду труднообогатимой, что значительно снижает её металметаллургическую ценность. По обогатимости отдельные типы руд можно расположить в следующий ряд в порядке её ухудшения: магнитные железняки (обогащаются самым дешёвым и эффективным способом — магнитной сепарацией), гематитовые и мартитовые руды, бурые железняки, сидериты. Примером легкообогатимой руды могут служить магнетиты Оленегорского месторождения. Магнитная сепарация позволяет легко отделить кварц пустой породы от магнетита. При содержании железа в исходной руде 29,9 % получают концентрат с 65,4 % железа. Также при магнитной сепарации титаномагнетитов Качканарского месторождения, доля железа в которых 16,5 %, получают концентрат с 63—65 % железа. К разряду труднообогатимых руд можно отнести, например, керченские бурые железняки, промывка которых при исходном содержании железа 40,8 % позволяет повышать его в концентрате лишь до 44,7 %. В отмытой от руды пустой породе его доля при этом достигает 29—30 %. Металлургическая ценность железной руды дополнительно повышается, когда при её обогащении из пустой породы попутно извлекаются другие полезные компоненты. Например, при обогащении руды Ено-Ковдорского месторождения, кроме железорудного концентрата, получают апатитовый концентрат, являющийся сырьём для производства минеральных удобрений. Такая комплексная переработка добываемой из недр железной руды значительно увеличивает рентабельность разработки месторождения.
6. К основным физическим свойствам, влияющим на металлургическую ценность железных руд, относятся: прочность, гранулометрический состав (кусковатость), пористость, влагоёмкость и др. Прямое использование малопрочных и пылеватых руд в доменных печах невозможно, так как их мелкие фракции сильно ухудшают газопроницаемость столба шихтовых материалов. Кроме того, поток доменного газа выносит из рабочего пространства печи рудные частицы размером менее 2—3 мм, которые оседают затем в пылеуловителях. При переработке малопрочных руд это приводит к увеличению их удельного расхода на выплавку чугуна. Добыча рыхлых пылеватых руд связана с необходимостью строительства дорогостоящих агломерационных фабрик для их окускования, что значительно обесценивает такие руды. Количество мелочи особенно велико при добыче бурых железняков и гематитовых руд. Так, богатые руды Курской магнитной аномалии при добыче дают до 85 % мелочи, нуждающейся в окусковании. Средний выход фракции крупнее 10 мм (пригодной для доменной плавки) из богатых криворожских руд не превышает 32 %, а выход фракции крупнее 5 мм из добываемых керченских руд — не более 5 %. По условиям доменной плавки нижний предел крупности руды, загружаемой в доменные печи, должен составлять 5—8 мм, однако в связи с трудностью отсеивания на грохотах таких мелких фракций, особенно влажных руд, он повышается до 10—12 мм. Верхний предел размеров кусков определяется восстановимостью руды и не должен превышать 30—50 мм, но на практике бывает и 80—100 мм.
7. Прочность руд при сушке, нагреве и восстановлении. В связи с тем, что в состав руд входят минеральные компоненты с различными коэффициентами термического расширения, при нагреве в кусках руды возникают значительные внутренние напряжения, вызывающие их разрушение с образованием мелочи. Слишком быстрая сушка может вызвать разрушение кусков руды под действием выделяющегося водяного пара. Снижение прочности железорудных материалов при сушке и нагреве называют декрепитацией.
8. Важным технологическим качеством железных руд считается их размягчаемость. В доменной печи тестообразные массы шлака, образовавшегося при размягчении рудной части шихты, создают большое сопротивление проходу газов. Поэтому желательно использовать руды с наиболее высокой температурой начала размягчения. В этом случае руда не размягчается в шахте доменной печи, что благоприятно сказывается на газопроницаемости столба шихты. Чем короче интервал размягчения руды (разность температур между началом и концом размягчения), тем быстрее размягчённые тестообразные массы превращаются в жидкий подвижный расплав, не представляющий большого сопротивления для потока газов. Поэтому руды с коротким интервалом и высокой температурой начала размягчения имеют большую металлургическую ценность.
9. Влагоёмкость руды определяет её влажность. Для различных типов железных руд допустимая влажность с учётом их влагоёмкости устанавливается техническими условиями: для бурых железняков — 10—16 %, гематитовых руд — 4—6 %, магнетитов — 2—3 %. Повышение влажности увеличивает транспортные расходы на перевозку руды, а в зимнее время требует затрат на сушку для исключения её смерзаемости. Таким образом, с ростом влажности и влагоёмкости руд их металлургическая ценность снижается.
10. Характер пористости руды во многом определяет реакционную поверхность взаимодействия газообразных восстановителей с оксидами железа руды. Различают общую и открытую пористость. При одинаковом значении общей пористости с уменьшением размера пор реакционная поверхность кусков руды возрастает. Это при прочих равных условиях повышает восстановимость руды и её металлургическую ценность.
11. Восстановимостью руды называют её способность с большей или меньшей скоростью отдавать кислород, связанный с железом в его оксиды, газообразному восстановителю. Чем выше восстановимость руды, тем меньше может быть время её пребывания в доменной печи, что даёт возможность ускорить плавку. При одинаковом времени пребывания в печи легковосстановимые руды отдают печным газам больше кислорода, связанного с железом. Это позволяет снизить степень развития прямого восстановления и удельный расход кокса на выплавку чугуна. Таким образом, с любой точки зрения повышенная восстановимость руды является её ценным свойством. Наибольшей восстановимостыо обладают обычно рыхлые, высокопористые бурые железняки и сидериты, которые при удалении CO2 в верхних горизонтах доменной печи или в результате предварительного обжига приобретают высокую пористость. За ними в порядке уменьшения восстановимости следуют более плотные гематитовые и магнетитовые руды.
12. Размеры железорудного месторождения являются важным критерием его оценки, так как с увеличением запасов руды возрастает рентабельность его разработки, повышается экономичность строительства и эксплуатации основных и вспомогательных сооружений (карьеров, шахт, коммуникаций, жилья и т. д.). Доменный цех современного металлургического комбината средней мощности выплавляет 8—10 млн т чугуна в год, а его годовая потребность в руде составляет 15—20 млн т. Для того чтобы компенсировать затраты на строительство, комбинат должен работать не менее 30 лет (амортизационный срок). Это соответствует минимальным запасам месторождения 450—600 млн т.
13. Существенное влияние на определение браковочного предела по содержанию железа оказывают условия добычи, зависящие от характера залегания рудного тела. Глубокое залегание рудных пластов требует строительства дорогостоящих шахт для их разработки, больших эксплуатационных расходов (на вентиляцию, освещение шахт, откачку воды, подъём руды и пустой породы и др.). Примером чрезвычайно неблагоприятных горно-геологических условий залегания рудного тела может служить Яковлевское месторождение КМА, в котором высота кровли над рудой достигает на отдельных участках 560 м. В кровле расположены восемь водоносных пластов, что создаёт тяжёлые гидрогеологические условия для горных работ и требует отвода подземных вод из района рудной залежи или искусственного замораживания грунта в этом районе. Все это требует больших капитальных и эксплуатационных затрат на добычу руды и снижает ценность руд. Залегание месторождения вблизи от дневной поверхности земли и возможность добычи руды открытым способом (в карьерах) значительно удешевляют добычу руды и повышают ценность месторождения. В этом случае становится рентабельным добывать и перерабатывать руды с более низким содержанием железа, чем при подземной добыче.
14. Наряду с данными о количестве и качестве железной руды важным фактором при оценке того или иного месторождения является его географо-экономическое расположение: удалённость от потребителя, наличие транспортных коммуникаций, трудовых ресурсов и т. п.[3]

## Промышленные типы месторождений

### Главные промышленные типы железорудных месторождений
- Месторождения железистых кварцитов и богатых руд, образовавшихся по ним

Имеют метаморфогенное происхождение. Руда представлена железистыми кварцитами, или джеспилитами, магнетитовыми, гематит-магнетитовыми и гематит-мартитовыми (в зоне окисления). Бассейны Курской магнитной аномалии (КМА, Россия) и Криворожский (Украина), район озера Верхнего (США и Канада), железорудная провинция Хамерсли (Австралия), район Минас-Жерайс (Бразилия).
- Пластовые осадочные месторождения. Имеют хемогенное происхождение, образовались за счёт выпадения железа из коллоидных растворов. Это оолитовые, или бобовые, железные руды, представленные преимущественно гётитом и гидрогётитом. Лотарингский бассейн (Франция), Керченский бассейн, Лисаковское и др. (бывший СССР).
- Скарновые железорудные месторождения. Сарбайское, Соколовское, Качарское, гора Благодать, Магнитогорское, Таштагольское.
- Комплексные титаномагнетитовые месторождения. Происхождение магматическое, месторождения приурочены к крупным докембрийским интрузивам. Рудные минералы — магнетит, титаномагнетит. Качканарское, Кусинское месторождения, месторождения Канады, Норвегии.

### Второстепенные промышленные типы железорудных месторождений
- Комплексные карбонатитовые апатит-магнетитовые месторождения. Ковдорское.
- Железорудные магно-магнетитовые месторождения. Коршуновское, Рудногорское, Нерюндинское.
- Железорудные сидеритовые месторождения. Бакальское; Зигерлянд, Германия и др.
- Железорудные и железомарганцевые оксидные пластовые месторождения в вулканогенно-осадочных толщах. Каражальское.
- Железорудные пластообразные латеритные месторождения. Южный Урал; Куба и др.

## Запасы
Мировые разведанные запасы железной руды составляют порядка 160 млрд тонн, в которых содержится около 80 млрд тонн чистого железа. По данным Геологической службы США, на долю месторождений железной руды Бразилии и России приходится по 18 % мировых запасов железа.
Запасы в пересчёте на содержание железа:
- Россия — 19 %
- Бразилия — 18 %
- Австралия — 14 %
- Украина — 11 %
- Китай — 9 %
- Индия — 4 %
- США — 3 %
- Прочие — 22 %

Распределение запасов железной руды по странам:
- Украина — 18 %
- Россия — 16 %
- Китай — 13 %
- Бразилия — 13 %
- Австралия — 11 %
- Индия — 4 %
- США — 4 %
- Прочие — 20 %

Эти данные не учитывают открытого недавно в Боливии крупнейшего в мире месторождения Эль-Мутун, запасы которого оцениваются в 40—42 млрд тонн руды (20 % мировых).

## Экспорт и импорт
Крупнейшие экспортёры железорудного сырья в 2009 году (всего 959,5 млн т), млн т:
- Австралия — 380,6;
- Бразилия — 266,0;
- Индия — 90,7;
- ЮАР — 44,6;
- Канада — 31,1;
- Россия — 21,7;
- Украина — 21,0;
- Швеция — 16,1;
- Казахстан — 15,0.

Крупнейшие импортёры железорудного сырья в 2009 году, млн т:
- Китай — 628,2;
- Япония — 105,5;
- Южная Корея — 42,1;
- Германия — 28,8;.
- Франция — 17,0;
- Тайвань — 14,6;
- Нидерланды — 9,8.

Пик цены на железную руду был достигнут в 2011 году, составив около $180 за тонну. С того времени, снижаясь на протяжении трёх лет, к 2015 году котировки достигли до менее $40 за тонну впервые с 2009 года.

## Производство
По данным Геологической службы США, мировая добыча железной руды составила в 2007 году 1,93 млрд тонн, увеличившись по сравнению с предыдущим годом на 7 %. Китай, Бразилия и Австралия обеспечивают две трети добычи, а вместе с Индией и Россией — 80 %.
По данным U.S. Geological Survey, мировая добыча железной руды в 2009 году составила 2,3 млрд тонн (рост на 3,6 % по сравнению с 2008 годом).
Крупнейшие производители железорудного сырья в 2010 году
| Компания          | Страна         | Производственная мощность, млн т/год |
| ----------------- | -------------- | ------------------------------------ |
| Vale              | Бразилия       | 417,1                                |
| Rio Tinto         | Великобритания | 273,7                                |
| BHP Billiton      | Австралия      | 188,5                                |
| ArcelorMittal     | Великобритания | 78,9                                 |
| Fortescue Metals  | Австралия      | 55,0                                 |
| Евразхолдинг      | Россия         | 56,90                                |
| Металлоинвест     | Россия         | 44,7                                 |
| AnBen             | Китай          | 44,7                                 |
| Метинвест Холдинг | Украина        | 42,8                                 |
| Anglo American    | ЮАР            | 41,1                                 |
| LKAB              | Швеция         | 38,5                                 |